# Break You
«Break You» (en Español "Romper Contigo") es una canción pop-rock escrita y producida por los esfuerzos combinados de Max Martin y Lukasz Gottwald, también conocido como "Dr. Luke", para el álbum debut de la cantante noruega Marion Raven titulado Here I Am editado en 2005. La canción fue lanzada como sencillo en países como México, Japón, Suecia, Australia y Noruega obteniendo una gran aceptación por parte del público, logrando colocarse en los top ten de varios países de Asia, Europa, Australia e incluso en países latinoamericanos como México, Chile y Argentina,en dichos países fue el primer sencillo mientras que en Asia fue el segundo sencillo del álbum Here I Am, que fue lanzado en el Sureste de Asia en 2005, "Break You" fue precedida por la canción End of Me.

## Contenido
La canción mezcla un sonido post-grunge y letra sobre una mala relación de pareja que es similar a la de otras artistas como Avril Lavigne, Michelle Branch o Kelly Clarkson. Representa el desprecio y odio de Raven hacia su exnovio. 
El video musical para la canción, fue rodado en Los Ángeles entre una perrera y un club de desnudistas, se filmó en marzo de 2005 por el director Brett Simon. Muestra escenas de Marion Raven destrozando el apartamento que compartía con su exnovio, cortando a la mitad todos los muebles dejando la mitad de su novio en casa junto con una nota que dice "aquí está tu mitad de las cosas" y quemando su mitad en un callejón, lo que significa que es deshacerse de la mitad que pertenecía a ella. También hay escenas en que Raven luce latigazos en las manos (que más probablemente son las de su exnovio), que intenta detenerla mientras ella sigue arruinando la casa. El video cuenta con dos versiones que prácticamente llevan la misma trama pero con algunas escenas muy diferentes.

## Recepción
- "Break You" es el mayor éxito de Raven como solista hasta la fecha alcanzando el número 9 en Noruega y el 51 en Suecia.[1] Raven es considerada como un icono del pop-rock en Asia y Japón, donde logró el primer lugar en el "Oricon International Charts".

- "Break You" fue # 69 en MTV Asia al final de año (2005) en la cuenta regresiva de los primeros 100.

- "Break You" alcanzó el # 5 en Radio Disney dentro de "Los 10" hits musicales.

- El sencillo también logró posicionarse en los charts mexicanos de música en inglés y fue incluido en algunas compilaciones de fin de año de notables estaciones de radio mexicanas, el video logró buena rotación por parte de los canales de video MTV Latinoamérica, Telehit y Exa TV.

## Lado B
- Versión del sencillo en México

1 break You
- Versión del sencillo en Japón Contiene una portada diferente a la edición internacional del sencillo.

1 "Break You"
- Versión del sencillo en Noruega

1 "Break You"
2 "Surfing The Sun" (inédita) 
- Versión del sencillo en Suecia

1 "Break You"
2 "There i Said It" (inédita)
- "Break You EP"

1 "Break you"
2 "Falling away"
3 "Here I Am"

## Reedición 2007
"Break You" fue lanzado como sencillo en las estaciones de radio en Reino Unido el 28 de marzo, de 2007 y es su primer sencillo del álbum "Set Me Free". La pista también fue parte de un EP que sirvió de promocional con una nueva portada y que incluye además las canciones "Falling Away" y "Here i Am", las pistas también se encuentran en el álbum "Set Me Free" (2007).
- 'Break You EP'

1. "Break You" (Álbum Versión)
2. "Falling Away" (Álbum Versión)
3. "Here I Am" (Álbum Versión)

## Versión de 2013
Marion Raven ha presentado una nueva versión acústica con arreglos rock-folk de 'Break You' durante sus conciertos en Noruega como parte de su tour Noruego, dicha versión incluye por supuesto nuevos arreglos y diferentes instrumentos nuevos como el uso de violines, se desconoce si la nueva versión en vivo también será llevada al estudio de grabación, esta misma versión de "Break You" fue interpretada por Raven como parte de un especial musical llamado "NRK - Studio1" en el cual reconocidos músicos noruegos interpretan por cerca de 20 minutos algunos de sus mejores temas completamente en vivo, cada especial es televisado a través de NRK, Raven fue quien abrió la tercera temporada con su especial.

## Controversia
- La canción fue grabada por la cantautora estadounidense Megan McCauley a finales de 2005, para lo que sería su álbum debut Baa Baa Black Sheep, lo que provocó fuertes rumores de que la canción no sería incluida en el álbum debut de Marion Raven en Estados Unidos, Canadá y Europa llamado "Set Me Free" editado en 2007, pero esto se quedó solo en rumores e incluso Break You fue el segundo sencillo de Raven en los países ya mencionados.

- Esto se produjo después de que Raven dejara Atlantic Records, debido a "diferencias artísticas", y se uniera a Eleven Seven Music.

la versión de "Break You" de McCauley podría encontrarse en su página de MySpace. Se ofrece como una descarga gratuita a pesar de que se redujo a dos minutos.
Recientemente, la versión completa de "Break You" de Megan McCauley , fue filtrada en YouTube en donde se hace una mezcla de la canción de Mccauley con el video de Raven.
- Existe otra controversia de esta canción ya que es muy similar a la canción Hot (lanzada en el 2007) de la cantante canadiense Avril Lavigne algunos fanes de Marion Raven han acusado a Avril Lavigne de supuesto plagio.